# Gmina Cekcyn
Die Gmina Cekcyn ist eine Landgemeinde im Powiat Tucholski der Woiwodschaft Kujawien-Pommern in Polen. Ihr Sitz ist das gleichnamige Dorf (deutsch Polnisch Cekzin) mit etwa 1700 Einwohnern.

## Geschichte
Die Orte gehörten politisch von 1939 bis 1945 zum Landkreis Tuchel, Provinz Danzig-Westpreußen im Regierungsbezirk Bromberg.

## Gliederung
Zur Landgemeinde (gmina wiejska) Cekcyn gehören 14 Dörfer (deutsche Namen, amtlich bis 1945) mit einem Schulzenamt (sołectwo):
- Brzozie (Brohse)
- Cekcyn (Polnisch Cekzin, 1942–1945 Seehaupten)
- Iwiec (Iwitz)
- Krzywogoniec (Krummstadt)
- Ludwichowo (Ludwigsthal)
- Małe Gacno (Klein Gatzno)
- Nowy Sumin (Neu Summin)
- Ostrowo (Ostrowo)
- Trzebciny (Junkerhof)
- Wielkie Budziska (Groß Budziska)
- Wysoka (Wissocka, 1907–1945 Hoheneiben)
- Zalesie (Salesch, 1938–1945 Zalesie)
- Zdroje (Sdroje, 1938–1945 Sdroie)
- Zielonka

Weitere Ortschaften der Gemeinde sind:
- Bieszewo
- Błądzim
- Błądzim-Dworzec
- Cekcynek
- Dębowiec
- Gołąbek (Taubenfließ)
- Huta
- Jelenia Góra
- Karpaty
- Kiełpiński Most
- Knieja
- Kosowo
- Kowalskie Błota
- Kruszka
- Lisiny
- Lubiewice
- Lubińsk
- Łosiny
- Madera
- Mała Huta
- Małe Budziska
- Mikołajskie
- Okiersk
- Okoninek (Polnisch Okonin, 1905–1945 Okonin am Walde)
- Piła-Młyn
- Plaskosz
- Pustelnia
- Rudzki Młyn
- Sarnówek
- Siwe Bagno
- Skrajna
- Sławno
- Sowiniec
- Stary Sumin (Alt Summin)
- Stary Wierzchucin
- Suchom
- Szczuczanek
- Szklana Huta
- Świt
- Wielkie Gacno
- Wielkie Koralskie Błota
- Wierzchlas
- Wierzchucin
- Wrzosowisko
- Zamarte

## Verkehr
Der Bahnhof Cekcyn liegt an der Bahnstrecke Działdowo–Chojnice, die im Keilbahnhof Wierzchucin im Osten der Gemeinde die Bahnstrecke Nowa Wieś Wielka–Gdynia kreuzt.